# 欧罗巴快船
欧罗巴快船（英語：Europa Clipper）（以前称为“木卫二多次飞越任务”）是美国宇航局進行中的一项轨道器行星际航行任务。该探测器於2024年10月14日发射，主要目的是在环木星轨道上，通过一系列的飞越来研究伽利略卫星-木卫二。
该任务是行星科学部计划的项目，被确立为一项大型战略科学任务，它的第二次飞行将由行星任务计划办公室太阳系探索计划基金资助，同时，该任务还得到新的海洋世界探索计划的支持。该任务最初由喷气推进实验室和应用物理实验室联合研究，并将由喷气推进实验室、应用物理实验室、美国西南研究院、得克萨斯大学奥斯汀分校、亚利桑那州立大学和科罗拉多大学博尔德分校提供9台科学探测仪器。该任务也将补充來自欧空局的競爭對手，即在2023年发射的木星冰衛星探测器的任務，木星冰衛星探测器在进入木卫三轨道之前，将两次飞越木卫二，多次飞越木卫四。
欧罗巴快船将继续伽利略号探测器在木星轨道所做的八年研究，伽利略号的研究表明木卫二冰层下面存在一个地下海洋。向木卫二发射探测器的想法最初与木卫二轨道飞行器和木星冰月轨道器等项目一同产生，在这些项目中，探测器将被发射到环木卫二运行的轨道上。不过，由于木卫二轨道上木星磁层辐射的不利影响，欧罗巴快船决定改为注入到更安全的环木星椭圆轨道上，并44次近距离飞越木卫二。
欧罗巴快船任务于2024年10月14日正式发射，趁著发射窗口期21天，隨後探测器将利用火星和地球的重力辅助（MEGA）來節約成本，它的飞行路径包括在2025年3月飞越火星和2026年12月飞越地球，预计飛行六年後于2030年4月抵达目的地。

## 历程

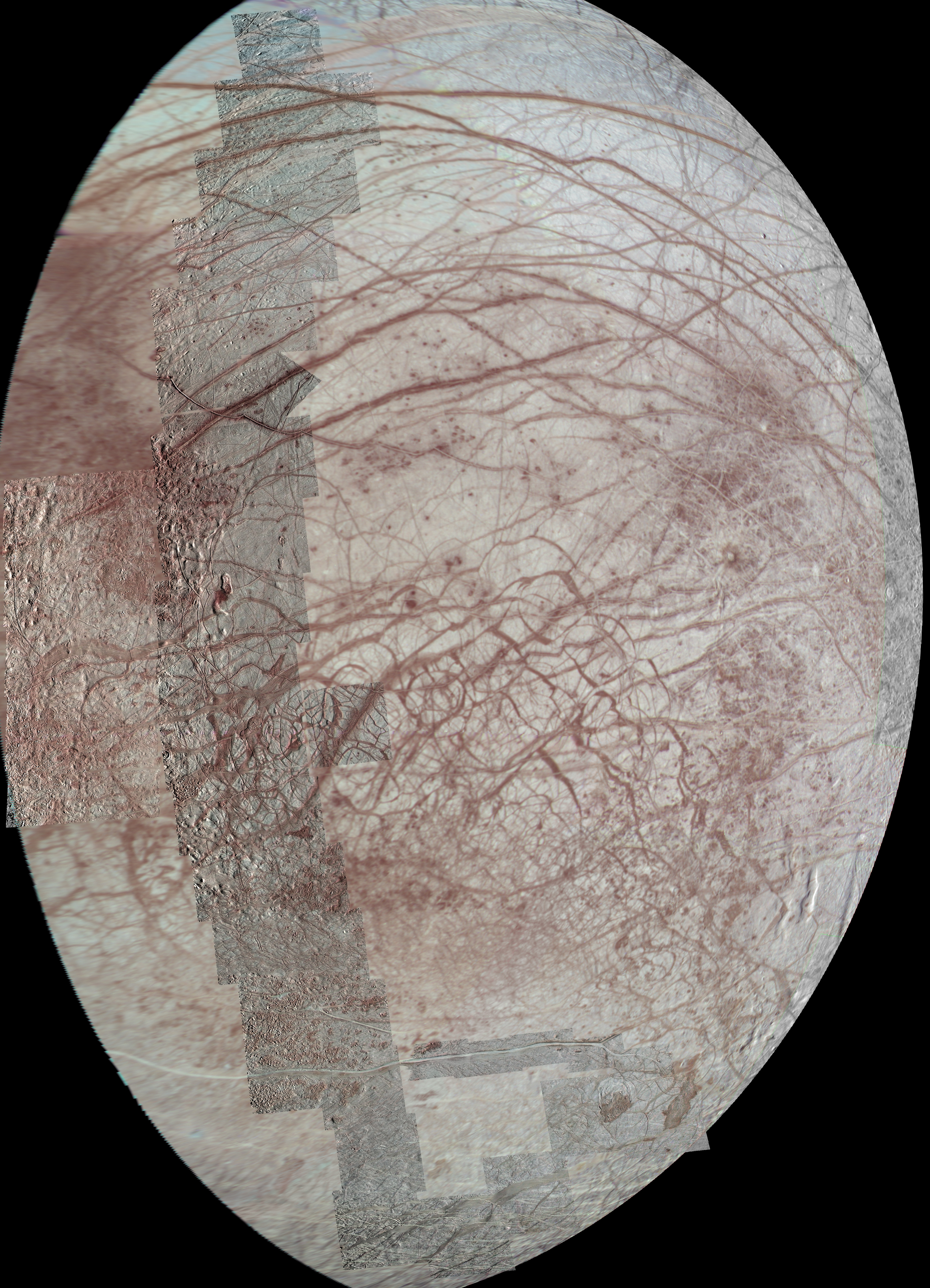
以前一次木卫二飞越任务所采集数据绘制的拼接图

1997年，一个研究团队向美国航天局发现计划提交了一项“木卫二轨道飞行器”任务提案，但未被选中。美国航天局喷气推进实验室在发现计划选定后的一个月宣布，将执行美国航天局的木卫二轨道飞行器任务，随后喷气推进实验室邀请原提案团队担任任务评审委员会（MRC）。
在发现级“木卫二轨道飞行器”提案提出的同时，伽利略无人探测器已在环木星飞行了。从1995年12月8日至1997年12月7日，伽利略号完成了进入木星轨道后的主要任务。在最后一天，伽利略轨道飞行器开始了一项被称为“伽利略”木卫二任务（GEM）的延伸任务，该任务一直持续到1999年12月31日。这是一项低成本任务，预算仅3000万美元，研究团队成员约40-50人（为1995年-1997年主要任务时期200人团队规模的五分之一），没有处理问题的资源，但当出现问题时，他们可临时召回前团队成员（称为“老虎团队”），以集中精力解决问题。该探测器曾多次飞越木卫二（8次） 、木卫四（4次）和木卫一 （2次）。在每次飞越这三颗卫星时，都会遇到探测器在七天任务期中只收集到两天有价值的数据。这次的“伽利略”木卫二任务类似于缩小版的欧罗巴快船计划任务，它在两年内八次飞越木卫二，飞行里程从196公里（122英里）到3582公里（2226英里）。
木卫二已被确定为太阳系中可能蕴藏有微生物外星生命的地点之一。紧随着伽利略号的发现和发现计划中独立的木卫二轨道飞行器提案的提出，喷气推进实验室对相应的一些探测任务概念诸如木星冰月轨道器（160亿美元）、木星-木卫二轨道器（43亿美元）、木卫二轨道器（20亿美元）和木卫二多次飞越探测器：“欧罗巴快船”等进行了初步的任务研究。
“欧罗巴快船”仍处于规划和早期开发阶段，但成本估算从2013年的20亿美元已增至2020年的42.5亿美元。该任务是约翰斯·霍普金斯大学应用物理实验室和喷气推进实验室的联合项目，任务名称取自19世纪经常穿梭于世界各地贸易航线上的轻型快船，之所以选择该名称，是因为这探测器也将反复穿过木卫二，频率高达每两周一次。
正如2011年行星科学十年调查所建议的那样，2013年3月，该项目被授予7500万美元资金以开展任务活动制定、完善探测目标，并初步开发所需的仪器设备。2014年5月，众议院的一项法案将2014财年的“欧罗巴快艇”资金预算从1500万美元大幅调增至1亿美元，以用于方案的前期研究。
2014年美国中期选举结束后，两党承诺将继续为“木卫二多次飞越任务”项目提供资金，行政部门还为初步研究拨款3000万美元。
2015年4月，美国航天局向欧洲空间局提出了与欧罗巴快船一起飞行的附加探测器方案，最大质量限制为250千克，它可以是一艘简单的探测器、撞击器或着陆器。欧洲空间局（ESA）正在进行内部评估，以确定是否有兴趣及可用资金来启动一项类似极成功的卡西尼-惠更斯号的合作计划。
2015年5月，美国航天局选择了9台将搭载在轨道飞行器上的仪器，在未来三年，它们将耗资约1.1亿美元。2015年6月，美国宇航局宣布，批准该任务概念，允许轨道飞行器进入研制阶段，2016年1月也批准了着陆器方案。2016年5月，海洋世界探索计划获得批准，欧罗巴任务是其中的一部分。2017年2月，该任务从A阶段转入至B阶段（初步设计阶段）。
2017年7月18日，众议院太空小组委员会举办了作为旗舰级任务的“欧罗巴快船”听证会，并讨论了被简称为欧罗巴着陆器的可能后续任务。
B阶段工作持续止2019年，此外，还选择了子系统供应商及原型探测设备的零配件，探测器的子部件也将进行建造和测试。2019年8月19日，欧罗巴快船被确认进入C阶段：最终设计和制造。
D阶段则将包括装配、测试和发射。

## 目标

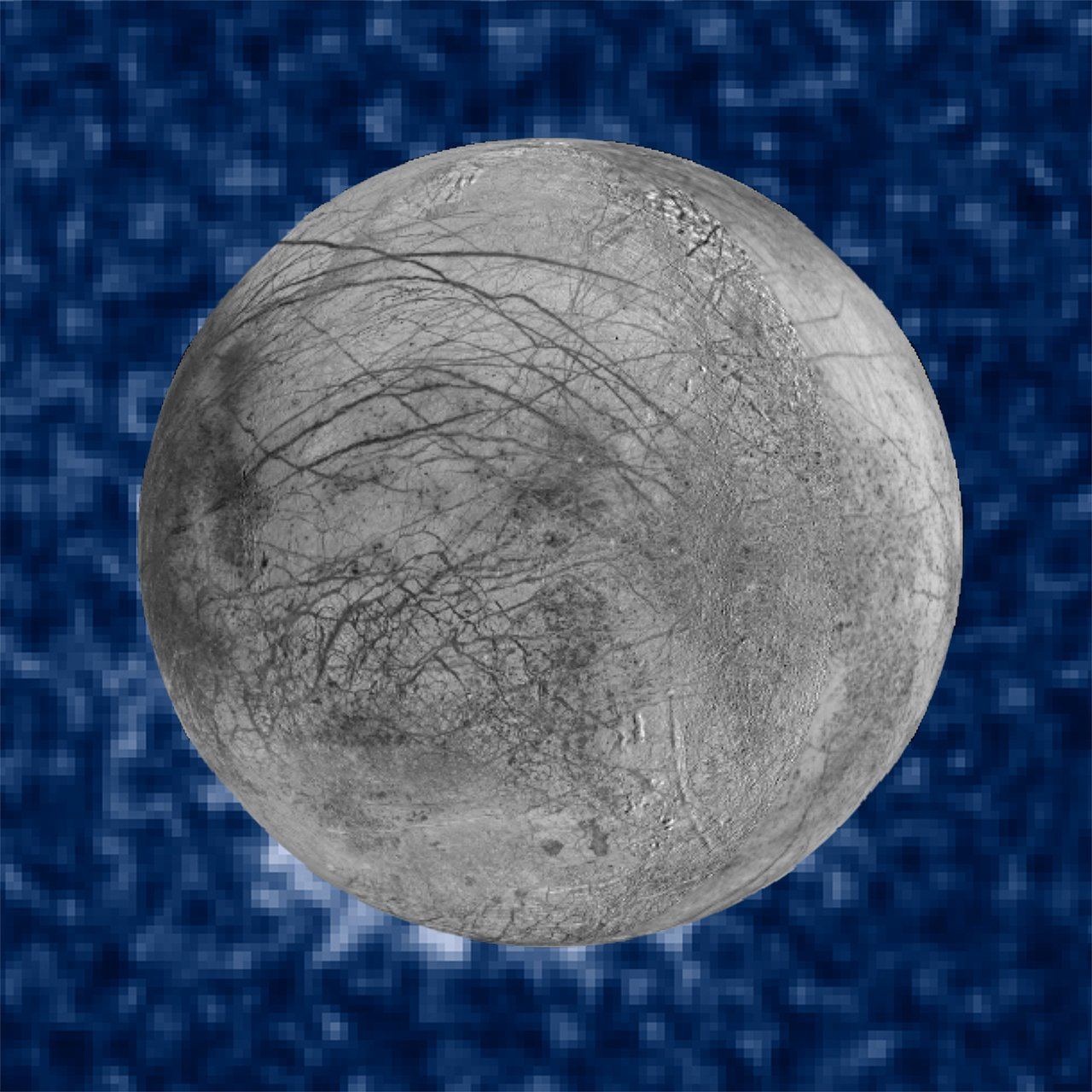
木卫二上疑似水喷柱的合成照片

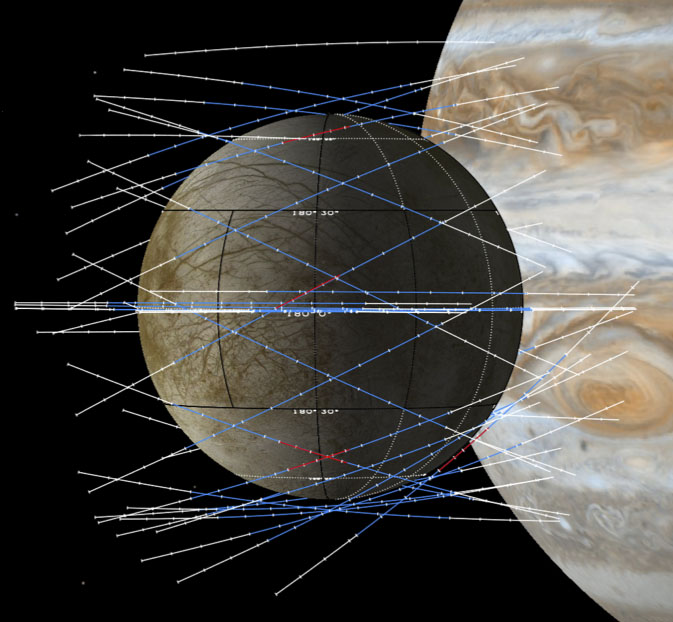
通过连续飞越实现对木卫二全球区域覆盖的概念

欧罗巴快船的目标是探索木卫二，调查其宜居性，并帮助选择未来欧罗巴着陆器的着陆地点。这次探索的重点是了解生命所需的三大条件：液态水、化学和能源，具体来说，主要研究目标是：
 
- 冰壳和海洋：确认冰层内或冰层下水的存在，并描述其性质，以及表面冰与海洋交换的过程；
- 成分：主要化合物的分布和化学构成以及与海洋成分的联系；
- 地质学：地表特征的特点和形成，包括最近或当前活动的地点。

### 规划

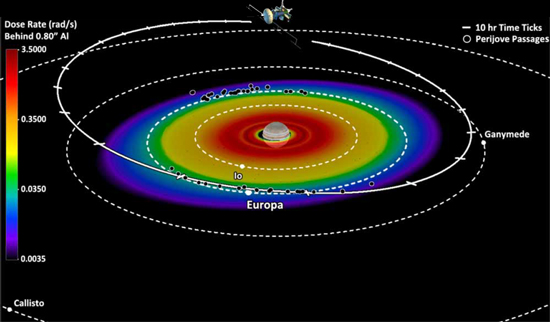
一条数次飞越木卫二的环木星宽轨将可减少所受的辐射并提高数据传输率

由于木卫二位于木星强烈的辐射场内，即便是近地轨道上的抗辐射探测器也只能工作数月。而另一方面，受地球上数据接收天线数量的限制，使得大多数仪器的数据采集速度远快于通信系统将数据传回地球的速度。因此，对于木卫二轨道飞行器探测的另一项关键性限制因素，是将数据传回地球的时间。相比之下，仪器进行近距离观测时间的长短就并不那么重要了。
喷气推进实验室科学家们的研究表明，通过数月多次飞越传回的数据，“欧罗巴快船”概念将能使一项 20亿美元的任务对取消价值43亿美元的木星-木卫二轨道飞行器概念起到关键的测评作用。在每次飞越之间，欧罗巴快船将有7到10天的时间来传输每次短暂交会时存储的数据，这将使探测器有长达一年的时间来传输数据，
而一艘轨道飞行器却只有30天传输时间，其结果是传回地球的数据几乎多达三倍，同时也减少辐射暴露。欧罗巴快船将不环绕木卫二，而是环绕木星飞行，在3.5年的任务期中，从25至2700公里（16至1678英里）的高空44次飞越木卫二。该任务概念的一个关键特色是，欧罗巴快船将利用木卫二、木卫三和木卫四的重力助推来改变其轨道，可使探测器在每次飞越时能返回到不同的接近点，每次飞越都将覆盖木卫二不同的区域，以实现中等质量的全球地形测量，包括冰层的厚度。欧罗巴快船可能会低空穿越从卫星冰壳下喷发出的水蒸气羽流，从而获得地下海洋样本，而不必降落到表面并钻穿冰层。
“欧罗巴快船”将继续使用经伽利略号和朱诺号木星轨道器测试过的辐射防护技术-150公斤重的钛制屏蔽罩。为了最大限度地发挥其效能，电子设备将嵌入在探测器的核心，以提供额外的辐射防护。

#### 设计与建造

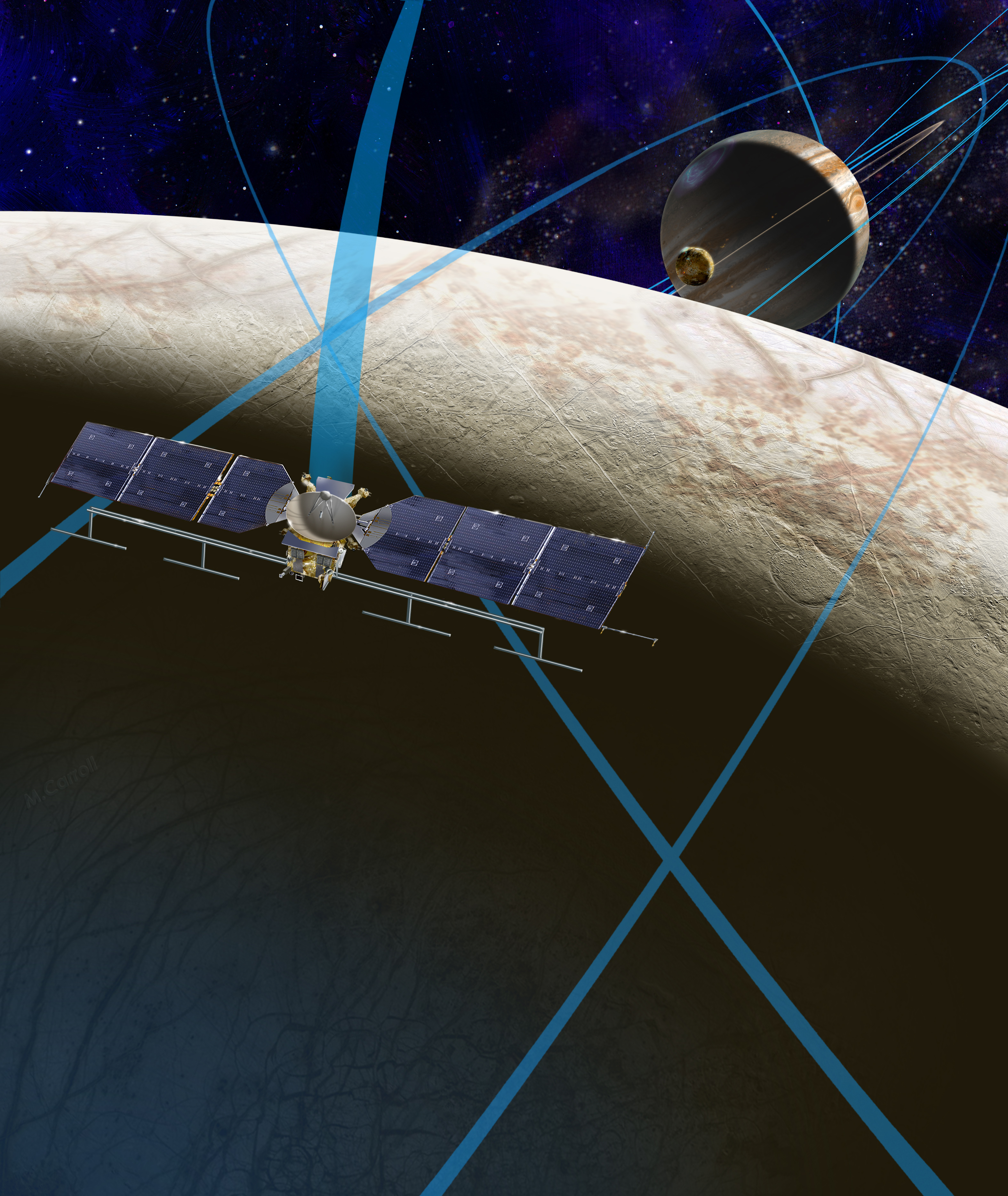
该探测器将近距离飞越木星的卫星-木卫二

欧罗巴快船探测器的磁场

### 电源
对为轨道飞行器供电的放射性同位素热能发电机和太阳能光伏电源都进行了评估。尽管木星的太阳光照射强度仅为地球轨道的4%，但朱诺号任务证明了太阳能电池板可以为木星轨道器提供电力。太阳能电池板的替代品是以钚-238为燃料的多任务放射性同位素热电发生器，该种电源已在火星科学实验室（MSL）任务中得到验证。现有五台可用，其中一台预留给火星2020漫游者任务，另一台作为备份。2013年9月，决定采用更便宜的太阳能电池板为探测器供电，2014年10月3日，宣布选择太阳能电池板为欧罗巴快船提供电力。
该任务的设计者认为，太阳能既比钚便宜，又实用于探测器使用。尽管与钚能发电机相比，太阳能电池板的重量有所增加，但预计飞行器的质量仍在可接受的发射限值内。
初步分析表明，每块电池板的表面积为18米2（190英尺2），在环木星运行期间，当指向太阳时，会连续产生150瓦的电力。当处于木卫二阴影下时，电池组将能让探测器继续收集数据。然而，电离辐射会损坏太阳能电池板。“欧罗巴快船”的轨道将穿过木星的强磁圈，预计随着任务的进行，该磁层圈将逐渐降低太阳能电池板的性能。太阳能电池板将由荷兰空客国防航天公司提供。

### 探测设备
“欧罗巴快船”任务装备了一套复杂、用于研究木卫二内部和海洋、地质、化学及宜居性的9件装仪器。电子元件被保护在150公斤重的钛铝屏蔽层内，使其免遭强烈辐射。随着任务设计的成熟，探测器的有效载荷和轨道可能会发生变化。2015年5月宣布的轨道飞行器上九部探测仪器，估计总质量为82千克（181磅），如下所示：。

#### 木卫二热辐射成像系统（E-THEMIS）
木卫二热辐射成像系统将在中红外和远红外波段对木卫二进行高空间分辨率、多光谱成像，以帮助查找活动地点，如向太空喷射水柱的隐藏喷口。该仪器为2001火星奥德赛号轨道飞行器上热辐射成像系统（THEMIS）的派生型，也是由菲利普·克里斯滕森（Philip Christensen）开发。
 
- 首席研究员:菲利普·克里斯滕森， 亚利桑那州立大学

#### 木卫二测绘成像光谱仪（MISE）
木卫二测绘成像光谱仪是一台成像近红外光谱仪，用于探测木卫二表面成分、识别和测绘有机物（包括氨基酸和托林）、盐、酸性水合物、水冰和其他物质的分布。通过这些测量，科学家们希望能将该卫星的表面成分与它的海洋宜居性联系起来。木卫二测绘成像光谱仪是与约翰斯·霍普金斯大学应用物理实验室（APL）合作制作。
 
- 首席研究员:戴安娜·布莱尼，喷气推进实验室

#### 木卫二成像系统（EIS）
木卫二成像系统是一台可见光广角和窄角相机，它将以50米（160英尺）的分辨率绘制木卫二大部分地区的地图，并将以高达0.5米的分辨率提供选定区域地表的图像。
 
- 首席研究员:伊丽莎白·图特尔, 应用物理实验室

#### 木卫二紫外光谱仪（Europa-UVS）
木卫二紫外光谱仪将能探测到微小的喷流，并将提供有关该卫星外气层成分和动态变化的宝贵数据。首席研究员库尔特·雷瑟福德（Kurt Retherford）是使用哈勃空间望远镜进行紫外光谱分析时，发现木卫二喷流的小组成员之一。
 
- 首席研究员:库尔特·雷瑟福德，美国西南研究院

#### 木卫二海洋到近地表评估和探测雷达（REASON）
木卫二评估和探测雷达:海洋到近地表（REASON）是一台双频探冰雷达，设计用于描述和探测从近地表到海洋的木卫二冰壳，揭示木卫二冰壳的隐藏结构和内部潜在的水穴。该仪器将由喷气推进实验室制造。
 
- 首席研究员:唐纳德·布兰肯希普，得克萨斯大学奥斯汀分校

#### 使用磁强计研究木卫二内部特征（ICEMAG）
由于成本超支，利用磁强计探测木卫二内部特征（ICEMAG）被取消，代之以更简单的磁强计。

#### 等离子体磁测深仪（PIMS）

等离子体磁测深仪器（PIMS）。图为应用物理实验室洁净室中最近组装的法拉第杯传感器和两种仪器外壳配置。左边是最后的飞行硬件，安装了保温毯；右侧是保护敏感硬件以进行传输测试的配置

等离子体磁测深仪（PIMS）测量环绕在木卫二周围的等离子体，以描述由等离子体电流产生的磁场。这些等离子体电流掩盖了木卫二地下海洋的磁感应反应。结合磁强计，它可以测定木卫二关键的冰层厚度、海洋深度和盐度数据。等离子体磁测深仪还将探索木卫二表面风化及物质释放到大气层和电离层的机制，并了解木卫二如何影响其局部空间环境和木星磁层。
 
- 首席研究员:约瑟夫·韦斯特拉克，应用物理实验室

### 行星探测质谱仪（MASPEX）
木卫二行星探测质谱仪（MASPEX）将通过测量木卫二极为稀薄的大气层和所有射入到太空中的表面物质来确定表层和表层下海洋的成分。行星探测质谱仪研发负责人杰克·韦特（jackwaite），也是卡西尼号探测器上离子和中性质谱仪（INMS）科研团队负责人。
 
- 首席研究员:吉姆·伯奇，美国西南研究院

#### 表面尘埃质量分析仪（SUDA）
表面尘埃质量分析仪（SUDA）[9]是一台质谱仪，它将测量从木卫二喷射出来的细小固体颗粒物成分，为在低空飞越时直接取样表面和潜在的喷流提供了机会。该仪器能够识别喷出物冰中的微量有机和无机化合物。
 
- 首席研究员:萨斯卡·肯普夫，科罗拉多大学博尔德分校

### 可能的第二组成部分

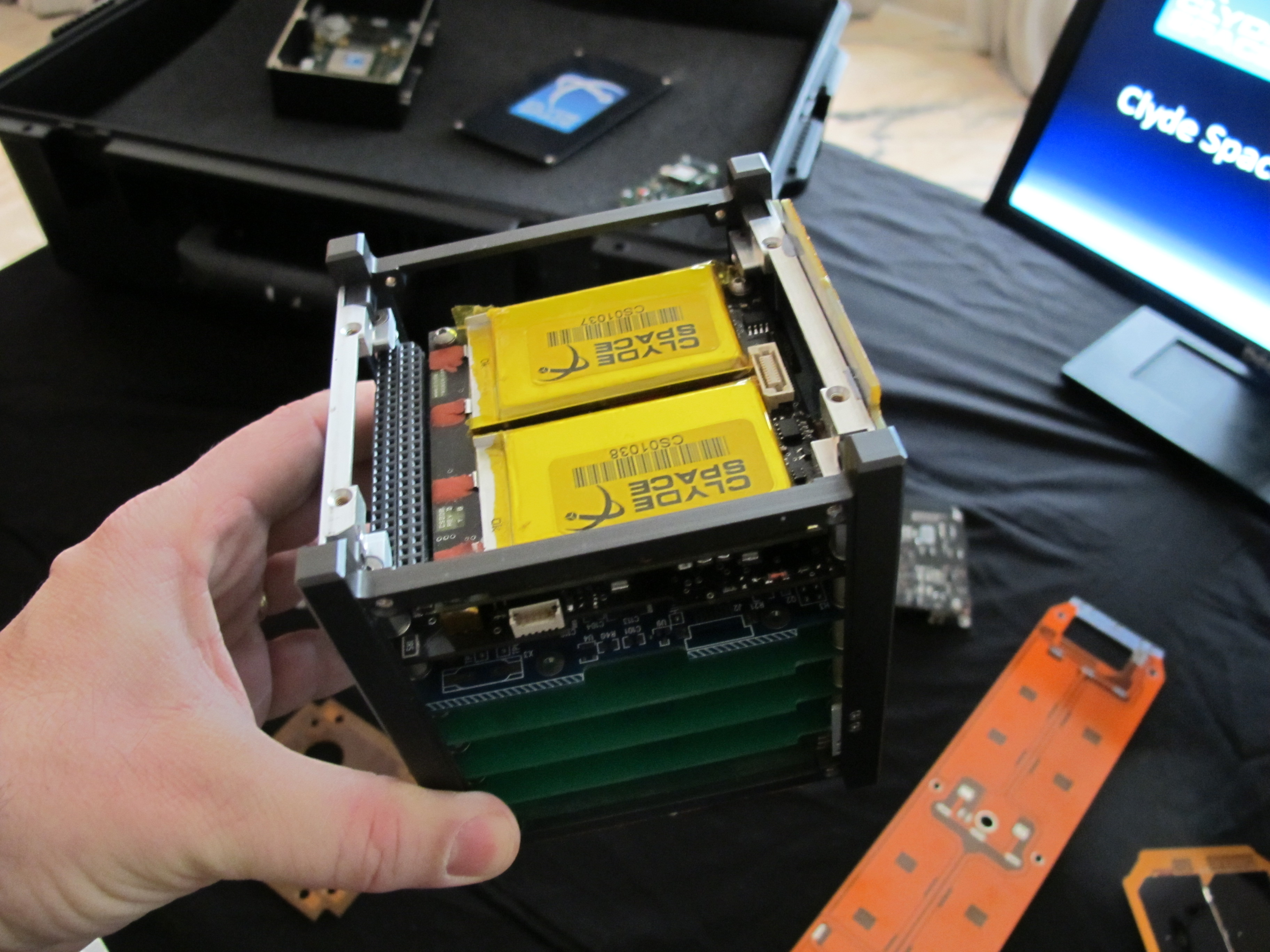
A 1U型立方卫星是一台10厘米的立方体

欧罗巴快船任务预留了250公斤的载重以携带其它的飞行组件，现已提出了约12项建议，但都尚处于概念研究阶段，也没计划用于欧罗巴快船任务。下面介绍其中一些：
微纳卫星
由于“欧罗巴快船”飞行任务可能无法轻易改变轨道或高度来穿越偶发的羽状喷流，因此从事该项任务的科学家和工程师们研究了在探测器上部署数颗可能由离子推进器驱动的立方体微型卫星，以穿越喷流并评估木卫二内部海洋的宜居性。一些早期的建议包括“迷你玛姬”（Mini-MAGGIE）、“达西德”（DARCSIDE）、“西尔夫”（Sylph）'和克萨尔特（CSALT）等都属于初步研究拨款阶段所做的一些设想，并没有一项考虑要真正进行硬件开发或飞行。“欧罗巴快船”将把来自微纳卫星的信号传回地球。通过推进，一些微纳卫星也可以进入环绕木卫二的轨道。
子轨道器
- 木卫二生命印迹探索者 （BEE）

美国航天局还评估了释放另一艘250公斤（550磅）重探测器的情况，该探测器被称为“木卫二生物印记探测器”（英文缩写“蜜蜂”），它将配备一台基本的双推进剂发动机和冷气体推进器，以便更加灵活和灵敏地探测木卫二上的偶发活动，并在水羽流被辐射破坏前对它们进行取样和分析，以获取生物印记和生命证据。蜜蜂号羽流探测器将配备一台经验证的带气相色谱分离的质谱仪，它还将携带一台紫外线羽流目标相机以及可见光和热成像仪，以比主探测器上仪器更高的分辨率拍摄活跃区域。蜜蜂号探测器将在2-10公里的高度穿越羽流，然后快速离开，并在远离辐射带的地方进行分析。
- 木卫二地层扫描探测器 （ETP）

欧洲的一项提案提出了一艘配备有磁强计，可在极地轨道上环绕木卫二至少6个月的独立动力探测器概念。它将可测定木卫二深层的内部结构，并提供一种极佳的冰壳厚度和海洋深度测定方法，这些数据原本都是无法通过多次飞越来准确测定的。
撞击探测器
包括一些由荷兰和英国提出的撞击探测器概念。
飞越取样返回
科罗拉多大学提出的“木卫二生命印记分析仪”（ELSA）概念为发射时所搭载的第二艘探测器，它使用一台小型撞击器来来产生一道地表颗粒喷流，并将它们弹射到能够穿过的高度，以便在探测器上采样分析。这一概念的一种变体是1996年的木卫二飞越任务，它包含一台10公斤重的撞击器，从主探测器上射出撞击木卫二，从而在约100公里高的附近空间形成一层碎屑云，随后一艘小型探测器近距离穿越采样，并利用木卫二的引力实现自由返回轨道。收集机制暂定为气凝胶（类似于星尘号任务）。

### 附加着陆器

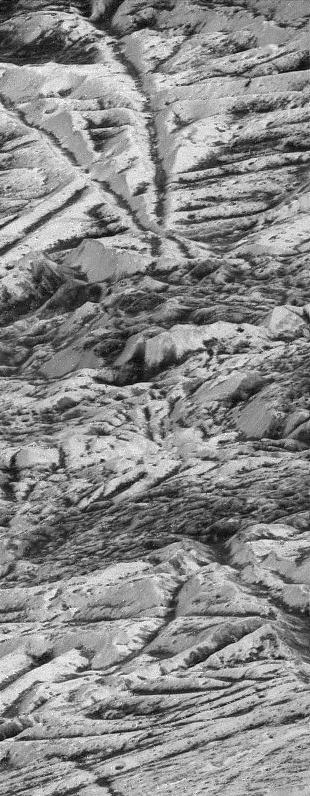
伽利略号近期飞行中，从560公里高度所看到的木卫二表面

早期的“欧罗巴快船”概念要求配备一架直径约1米的固定着陆器，可能约230公斤（510磅），仪器加推进剂最多30公斤（66磅）。建议配备质谱仪和拉曼光谱仪来测定表面化学性质。着陆器被提议由主探测器运送到木卫二，可能需要类似火星科学实验室降落好奇号那样的空中吊车系统，以便在活跃的裂缝附近实现高精度软着陆。着陆器将使用电池在地面运行约10天。 
“欧罗巴快船”大约需要三年的时间，才能以每像素50米的分辨率拍摄到95%的木卫二表面。有了这些数据，科学家们就可以找到一个合适的着陆点。据估计，包括登陆器在内，这项任务的成本将增加10亿美元。 
 
单独发射

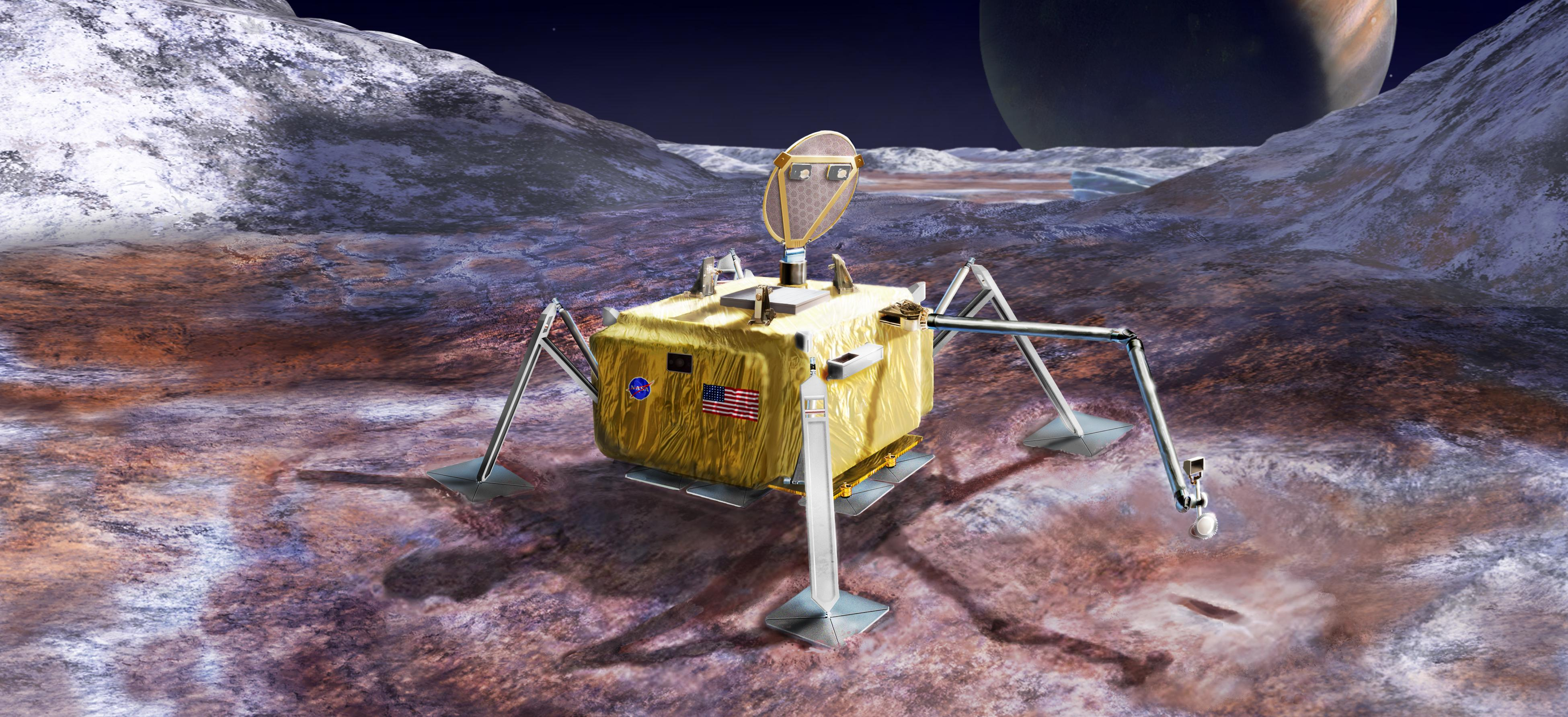
单独发射的欧罗巴登陆任务想像图（2017设计）

2017年2月确定，设计一套降落在完全陌生地表上的着陆系统风险太大。而“欧罗巴快船”先期的详细的侦察，则可为未来的登陆任务打下基础，这也引发了2017年的独立任务提案：欧罗巴着陆器。美国宇航局的欧罗巴着陆器项目如能得到拨款，则将在2025年单独发射，以补充欧罗巴快船任务的研究。在获得专款的情况下，可以选择约10件提案进行评选，每件提案的研制费用为150万美元。总统的2018年和2019年联邦预算提案并没有为欧罗巴着陆器提供资金，但为概念研究分配了1.95亿美元。
在国会综合开支法案中，美国宇航局2021财年预算没有包括任何语言授权或资助欧罗巴着陆器，因为以前的法案使该任务的前景变得很不明朗。

## 发射和轨道
2021年2月10日，有消息称，该任务将使用一条5.5年的轨道进入木星系统，其中涉及2025年2月火星和2026年12月地球的二次重力助推机动。发射的目标是在2024年10月10日至30日的21天窗口期内发射，并于2030年4月11日抵达，后备发射日期确定在2025年和2026年。 
美国国会原本授权美国宇航局使用太空发射系统（SLS）重型运载火箭发射“欧罗巴快船”，但由于预计缺乏可用的空间发射系统运载工具，美国宇航局要求允许使用其他运载工具来发射探测器。美国国会2021年综合开支法案指示，如果使用太空发射系统发射探测器的条件无法满足，则美国宇航局局长应举办一次全面、公开的竞标，以选择一枚商业运载火箭。2021年1月25日，美国宇航局行星任务项目办公室正式指示任务小组立即停止维持太空发射系统兼容性的努力，并推进商业运载火箭的研制。
太空发射系统方案将采用直接轨道方式，在不到三年的时间内就可抵达木星，而确定使用的商业火箭，如猎鹰重型火箭的替代方案，巡航时间则长达6年，涉及金星、地球和/或火星的重力助推机动。另一种选择是使用猎鹰重型运载火箭发射，并补充“星48B型”固体火箭（812米/秒）或卡斯托尔30型固体火箭（3030米/秒）来加速，这种方式只需一次地球重力辅助，并将大大缩短巡航阶段时间。
2021年7月24日，NASA官方正式宣佈該任務將使用猎鹰重型运载火箭发射。

欧罗巴快船轨迹动画: 地球· 火星· 木星· 欧罗巴快船
欧罗巴快船环木星飞行轨迹动画

## 另请参阅
- 木卫二轨道飞行器
- 木卫二－木星系统任务
- 木星探测
- 伽利略号探测器
- 木星冰月探测器——探测任务
- 木星冰月轨道器
- 拉普拉斯-P